# Torynommatidae
Famille
Les Torynommatidae forment une famille éteinte de crabes ayant vécu au Crétacé. Elle comprend une vingtaine d'espèces dans quatre genres.

## Liste des genres
- † Binkhorstia Noetling, 1881
- † Dioratiopus Woods, 1953
- † Torynomma Woods, 1953
- † Withersella Wright & Collins, 1972

## Référence
- (en) Glaessner, 1980 : New Cretaceous and Tertiary crabs (Crustacea: Brachyura) from Australia and New Zealand. Transactions of the Royal Society of South Australia, vol. 104, p. 171–192.

## Sources
- (en) De Grave & al., 2009 : A Classification of Living and Fossil Genera of Decapod Crustaceans. Raffles Bulletin of Zoology Supplement, n. 21, p. 1-109.